# Mutale
Mutale ist eine Stadt in der südafrikanischen Provinz Limpopo. Sie liegt in Gemeinde Musina im Distrikt Vhembe und war bis 2016 Verwaltungssitz der Gemeinde Mutale.

## Geographie
2011 hatte Mutale 14.490 Einwohner (Volkszählung 2011). Von ihnen gaben rund 98 % Tshivenda als Muttersprache an. Die Stadt liegt am Südrand des östlichen Teils der Soutpansberge. Südlich liegt Thohoyandou, nordwestlich Musina.
Bis 1994 gehörte Mutale zum Homeland Venda.

## Wirtschaft und Verkehr
Mutale wird nicht durch Fernstraßen erschlossen.